# Петрошань
Петрошань, Петрошані (рум. Petroșani) — місто у повіті Хунедоара в Румунії, що має статус муніципію. Адміністративно місту підпорядковані такі села (дані про населення за 2002 рік):
- Дилжа-Маре (265 осіб)
- Дилжа-Міке (167 осіб)
- Пештера (102 особи)
- Слетініоара (256 осіб)

Місто розташоване на відстані 240 км на північний захід від Бухареста, 62 км на південний схід від Деви, 125 км на північ від Крайови.

## Населення
За даними перепису населення 2002 року у місті проживали 45 195 осіб.
Національний склад населення міста:
| Національність   | Кількість осіб | Відсоток |
| ---------------- | -------------- | -------- |
| румуни           | 40407          | 89,4%    |
| угорці           | 3815           | 8,4%     |
| цигани           | 528            | 1,2%     |
| німці            | 275            | 0,6%     |
| євреї            | 25             | 0,1%     |
| італійці         | 22             | < 0,1%   |
| словаки          | 19             | < 0,1%   |
| українці         | 17             | < 0,1%   |
| поляки           | 16             | < 0,1%   |
| чехи             | 12             | < 0,1%   |
| китайці          | 9              | < 0,1%   |
| болгари          | 8              | < 0,1%   |
| росіяни-липовани | 5              | < 0,1%   |
| серби            | 5              | < 0,1%   |
| турки            | 2              | < 0,1%   |
| греки            | 2              | < 0,1%   |
| вірмени          | 1              | < 0,1%   |

Рідною мовою назвали:
| Мова             | Кількість осіб | Відсоток |
| ---------------- | -------------- | -------- |
| румунська        | 41521          | 91,9%    |
| угорська         | 3408           | 7,5%     |
| німецька         | 104            | 0,2%     |
| циганська        | 96             | 0,2%     |
| китайська        | 9              | < 0,1%   |
| українська       | 7              | < 0,1%   |
| російська        | 7              | < 0,1%   |
| словацька        | 6              | < 0,1%   |
| польська         | 6              | < 0,1%   |
| італійська       | 5              | < 0,1%   |
| болгарська       | 4              | < 0,1%   |
| єврейська (їдиш) | 3              | < 0,1%   |
| чеська           | 3              | < 0,1%   |
| турецька         | 1              | < 0,1%   |
| сербська         | 1              | < 0,1%   |
| грецька          | 1              | < 0,1%   |

Склад населення міста за віросповіданням:
| Релігія                                       | Кількість осіб | Відсоток |
| --------------------------------------------- | -------------- | -------- |
| православні                                   | 37641          | 83,3%    |
| римо-католики                                 | 3263           | 7,2%     |
| реформати                                     | 1680           | 3,7%     |
| п'ятдесятники                                 | 983            | 2,2%     |
| греко-католики                                | 382            | 0,8%     |
| унітарії                                      | 207            | 0,5%     |
| баптисти                                      | 206            | 0,5%     |
| адвентисти                                    | 91             | 0,2%     |
| не релігійні                                  | 77             | 0,2%     |
| бретрени                                      | 58             | 0,1%     |
| атеїсти                                       | 51             | 0,1%     |
| старообрядці                                  | 34             | 0,1%     |
| лютерани (Синодально-пресвітеріанська церква) | 31             | 0,1%     |
| юдеї                                          | 27             | 0,1%     |
| лютерани                                      | 19             | < 0,1%   |
| лютерани (Аугсбурзького сповідання)           | 19             | < 0,1%   |
| мусульмани                                    | 7              | < 0,1%   |
| не вказали релігію                            | 31             | 0,1%     |

## Зовнішні посилання
- Дані про місто Петрошань на сайті Ghidul Primăriilor